# Dwars door Drenthe 2014
De 4e editie van de wielerwedstrijd Dwars door Drenthe werd gehouden op 16 maart 2014. De start was in Roden en de finish in Hoogeveen. De wedstrijd maakte deel uit van de UCI Europe Tour 2014, in de categorie 1.1. In 2013 werd de koers niet verreden. De winnaar van 2012 was de Nederlander Theo Bos. Dit jaar won de Italiaan Simone Ponzi.

## Deelnemende ploegen
| WorldTour          | ProContinentaal              | Continentaal                          |
| ------------------ | ---------------------------- | ------------------------------------- |
| Belkin Pro Cycling | Androni Giocattoli           | Cyclingteam De Rijke                  |
| Lotto-Belisol      | Bretagne-Séché Environnement | Cyclingteam Jo Piels                  |
|                    | Caja Rural-Seguros RGA       | KOGA Cycling Team                     |
|                    | CCC Polsat Polkowice         | Metec-TKH                             |
|                    | MTN-Qhubeka                  | Parkhotel Valkenburg Continental Team |
|                    | NetApp-Endura                | Rabobank Development Team             |
|                    | Novo Nordisk                 | Cult Energy Vital Water               |
|                    | RusVelo                      | Giant-Shimano Development Team        |
|                    | Topsport Vlaanderen-Baloise  | Leopard Development Team              |
|                    | Unitedhealthcare             | Øster Hus-Ridley                      |
|                    | Yellow Fluo                  | Veranclassic-Doltcini                 |

## Uitslag
| Plaats  | Naam                  | Ploeg                       | Tijd     |
| ------- | --------------------- | --------------------------- | -------- |
| Winnaar | Simone Ponzi          | Neri Sottoli.it-Yellow Fluo | 4u31'21" |
| 2       | Bert-Jan Lindeman     | Rabobank DT                 | z.t.     |
| 3       | Tijmen Eising         | Metec-TKH                   | z.t.     |
| 4       | Alessandro Bazzana    | Unitedhealthcare            | z.t.     |
| 5       | Erick Rowsell         | NetApp-Endura               | z.t.     |
| 6       | Andrea Fedi           | Neri Sottoli.it-Yellow Fluo | z.t.     |
| 7       | Joey van Rhee         | Cyclingteam Jo Piels        | z.t.     |
| 8       | Berden de Vries       | Cyclingteam Jo Piels        | z.t.     |
| 9       | Vegard Breen          | Lotto-Belisol               | z.t.     |
| 10      | Stig Broeckx          | Lotto-Belisol               | z.t.     |
| 11      | Barry Markus          | Belkin Pro Cycling          | + 36"    |
| 12      | Tom Van Asbroeck      | Topsport Vlaanderen-Baloise | z.t.     |
| 13      | Boris Vallée          | Lotto-Belisol               | z.t.     |
| 14      | Blaž Jarc             | NetApp-Endura               | z.t.     |
| 15      | Jesper Asselman       | Metec-TKH                   | z.t.     |
| 16      | Maximilian Schachmann | Giant-Shimano DT            | z.t.     |
| 17      | Tosh Van der Sande    | Lotto-Belisol               | z.t.     |
| 18      | Brian van Goethem     | Metec-TKH                   | z.t.     |
| 19      | Martijn Maaskant      | Unitedhealthcare            | z.t.     |
| 20      | Troels Vinther        | Cult Energy Vital Water     | z.t.     |

2010 · 2011 · 2012 · 2013 · 2014 · 2015
Etappewedstrijden

 Ster van Bessèges ·
 Ronde van de Middellandse Zee ·
 Ruta del Sol ·
 Ronde van de Algarve ·
 Ronde van de Haut-Var ·
 Driedaagse van West-Vlaanderen ·
 Internationale Wielerweek ·
 Internationaal Wegcriterium ·
 Driedaagse van De Panne-Koksijde ·
 Ronde van de Sarthe ·
 Ronde van Trentino ·
 Ronde van Turkije ·
 Vierdaagse van Duinkerke ·
 Ronde van Azerbeidzjan ·
 Szlakiem Grodów Piastowskich ·
 Ronde van Castilië en León ·
 Ronde van Picardië ·
 Ronde van Noorwegen ·
 World Ports Classic ·
 Ronde van Beieren ·
 Ronde van België ·
 Tour des Fjords ·
 Ronde van Estland ·
 Ronde van Luxemburg ·
 Boucles de la Mayenne ·
 Ster ZLM Toer ·
 Ronde van Slovenië ·
 Route du Sud ·
 Ronde van Oostenrijk ·
 Sibiu Cycling Tour ·
 Ronde van Wallonië ·
 Ronde van Portugal ·
 Ronde van Denemarken ·
 Ronde van de Ain ·
 Ronde van Burgos ·
 Arctic Race of Norway ·
 Ronde van de Limousin ·
 Ronde van Poitou-Charentes ·
 Ronde van Groot-Brittannië ·
 Ronde van Gévaudan Languedoc-Roussillon ·
 Eurométropole Tour
Eendaagse wedstrijden

 GP La Marseillaise ·
 Grote Prijs van de Etruskische Kust ·
 Trofeo Palma ·
 Trofeo Ses Salines ·
 Trofeo Serra de Tramuntana ·
 Trofeo Platja de Muro ·
 Trofeo Laigueglia ·
 Ronde van Murcia ·
 Omloop Het Nieuwsblad ·
 Classic Sud Ardèche ·
 GP Lugano ·
 Clásica de Almería ·
 Kuurne-Brussel-Kuurne ·
 La Drôme Classic ·
 Le Samyn ·
 GP Città di Camaiore ·
 Strade Bianche ·
 Roma Maxima ·
 Ronde van Drenthe ·
 Dwars door Drenthe ·
 Nokere Koerse ·
 GP Nobili Rubinetterie ·
 Handzame Classic ·
 Classic Loire-Atlantique ·
 Grote Prijs van Cholet-Pays de Loire ·
 Dwars door Vlaanderen ·
 Route Adélie de Vitré ·
 Volta Limburg Classic ·
 Grote Prijs Miguel Indurain ·
 Ronde van La Rioja ·
 Scheldeprijs ·
 GP Cerami ·
 Klasika Primavera ·
 Parijs-Camembert ·
 Brabantse Pijl ·
 GP Denain ·
 Ronde van de Finistère ·
 Tro Bro Léon ·
 Ronde van Keulen ·
 La Roue Tourangelle ·
 Rund um den Finanzplatz Eschborn-Frankfurt ·
 Ronde van de Somme ·
 ProRace Berlin ·
 Grote Prijs van Plumelec ·
 Boucles de l'Aulne ·
 Ronde van Zeeland Seaports ·
 GP Kanton Aargau ·
 Ronde van Limburg ·
 Ronde van de Apennijnen ·
 Halle-Ingooigem ·
 Prueba Villafranca de Ordizia ·
 GP Industria & Artigianato-Larciano ·
 Ronde van Toscane ·
 Circuito de Getxo ·
 Polynormande ·
 RideLondon Classic ·
 GP Stad Zottegem ·
 Arnhem-Veenendaal Classic ·
 Châteauroux Classic de l'Indre ·
 Druivenkoers Overijse ·
 Brussels Cycling Classic ·
 GP Fourmies ·
 Ronde van de Doubs ·
 GP Jef Scherens ·
 Coppa Bernocchi ·
 GP van Wallonië ·
 Coppa Agostoni ·
 Ronde van de Drie Valleien ·
 Kampioenschap van Vlaanderen ·
 Grote Prijs Impanis-Van Petegem ·
 Memorial Marco Pantani ·
 GP Industria & Commercio di Prato ·
 GP van Isbergues ·
 Omloop van het Houtland ·
 Duo Normand ·
 Milaan-Turijn ·
 Ronde van het Münsterland ·
 Ronde van de Vendée ·
 Memorial Frank Vandenbroucke ·
 Coppa Sabatini ·
 Parijs-Bourges ·
 Ronde van Emilia ·
 Parijs-Tours ·
 GP Beghelli ·
 Nationale Sluitingsprijs ·
 Chrono des Nations